# Lewyki
Lewyki (ros. Левыки) – wieś (ros. деревня, trb. dieriewnia) w zachodniej Rosji, w osiedlu wiejskim Ponizowskoje rejonu rudniańskiego w obwodzie smoleńskim.

## Geografia
Miejscowość położona jest 14,5 km od granicy z Białorusią, przy drodze regionalnej 66K-30 (Diemidow – Ponizowje – Zaozierje), 5 km od centrum administracyjnego osiedla wiejskiego (sieło Ponizowje), 35,5 km od centrum administracyjnego rejonu (Rudnia), 78 km od Smoleńska.

## Historia
W czasie II wojny światowej od lipca 1941 roku wieś była okupowana przez hitlerowców. Wyzwolenie nastąpiło w październiku 1943 roku.

## Demografia
W 2010 r. miejscowość zamieszkiwała 1 osoba.